# 小米10T
小米10T是小米集团于伦敦时间2020年9月30日11时在西班牙马德里发布的智能手机系列，包含小米10T（Mi 10T）、小米10T Pro（Mi 10T Pro）和小米10T Lite（Mi 10T Lite）三款机型。隶属于小米10系列，同为小米数字系列的第九代机型序列。
2020年10月26日，小米10T以Redmi K30S至尊纪念版的名义在中国内地市场发布，隶属于Redmi K30系列。

## 机型介绍
小米10T和小米10T Pro均搭载了6.67英寸（对角线）的LCD显示屏，是小米在售机型中唯一一款定位于旗舰的LCD屏幕机型。前置摄像头位于屏幕左上角，呈打孔式布置，像素为2000万像素。两款机型均采用了144Hz高刷新率，可根据屏幕所呈现的内容自动切换刷新率的高低，从而降低功耗。两款机型均搭载高通骁龙865处理器、LPDDR5规格的RAM以及UFS3.1规格的ROM。影像方面，两款机型则搭载了相同造型的背部三摄布局，左上角一颗设置为主摄像传感器，其左下方的两颗为副摄像传感器，分别负责广角和微距的拍摄；其右下方的两颗分别为后置环境光传感器和闪光灯。此外，这两款机型均搭载了立体声扬声器、最高33W功率（11V 3A MAX）的快速充电、线性马达、红外遥控、NFC以及USB Type-C输入接口，且均不支持3.5mm音频接头的直接接入。
小米10T和小米10T Pro仅在主摄像头的元件存在细小区别，以下分别作介绍。

### 小米10T
小米10T（英文：Mi 10T）搭载了曾在Redmi K30至尊纪念版上采用的6400万像素索尼imx682感光元件作为主摄像传感器，单像素面积0.8微米，标准拍摄模式采用像素四合一后的1600万像素进行成片，支持10倍数字变焦和自动对焦。副摄像传感器则分别采用了一枚1300万像素和一枚500万像素的传感器，分别作为超广角和微距传感器。支持8K 24/30fps、4K 30/60fps、1080P 30/60fps以及720P 30fps的视频录制。外观方面，该机提供Cosmic Black（星际黑）和Lunar Silver（月光银）两个配色，存储组合则提供6GB RAM/128GB ROM、8GB RAM/128GB ROM两个版本，售价分别为499欧元和549欧元。
小米10T在意大利等市场提供的机型搭载光学防抖（OIS）功能，西班牙等市场则不提供光学防抖功能。
小米10T原本没有在中国大陆地区市场进行销售的计划，但由于2020年8月发售的Redmi K30 至尊纪念版自上市起便一直因产能不足造成缺货，加之部分中国消费者希望将该机型引入中国市场，小米10T引入中国市场的计划便被提上日程。2020年10月26日，小米集团中国区总裁、Redmi总经理卢伟冰宣布将小米10T引入中国大陆地区市场销售，并将其更名为Redmi K30S至尊纪念版（英文：Redmi K30S Ultra），与先期在中国大陆地区发售的Redmi K30至尊纪念版一同组成高低配组合，成为Redmi K30系列在中国大陆地区销售的第八款智能手机机型。北京时间10月27日14时，该机型以视频短片的形式在合作直播平台进行网络发布，视频短片则在位于中国北京市顺义区北石槽镇的片场提前摄制完成。在中国内地销售的Redmi K30S至尊纪念版与国际版的小米10T保持一致，支持8GB RAM/128GB ROM和8GB RAM/256GB ROM两个存储版本，售价分别为2599元和2799元人民币，经优惠后首销价格分别为2299元和2499元人民币。

### 小米10T Pro
小米10T Pro（英文：Mi 10T Pro）搭载了曾在小米10及小米10 Pro上采用的1.08亿像素三星S5KHMX感光元件作为主摄像传感器，单像素面积同为0.8微米，标准拍摄模式采用像素四合一后的2700万像素进行成片，支持光学防抖（OIS）功能，最高支持30倍变焦。副摄像传感器则与小米10T相同，分别为1300万的广角传感器和500万像素的微距传感器，支持摄录的视频画质也与小米10T相同。外观方面，该款机型在小米10T的黑、银两色的基础上增加了偏白色系的Aurora Blue（极光蓝）配色，存储组合则提供8GB RAM/128GB ROM、8GB RAM/256GB ROM两个版本，售价分别为599欧元和649欧元。
该机型仅有国际市场版本，无引进中国大陆地区的相关计划。

### 小米10T Lite
小米10T Lite（英文：Mi 10T Lite）搭载了曾在Redmi K30至尊纪念版上采用的6400万像素索尼imx682感光元件作为主摄像传感器，单像素面积0.8微米，标准拍摄模式采用像素四合一后的1600万像素进行成片，支持10倍数字变焦和自动对焦。副摄像传感器则分别采用了一枚800万像素和两枚200万像素的传感器，分别作为超广角、景深和微距传感器。支持4K 30/60fps、1080P 30/60fps以及720P 30fps的视频录制。外观方面，该机提供Ocean Blue（海洋蓝）、Rose gold（玫瑰金）和Peari Grey（珍珠灰）三个配色，存储组合则提供6GB RAM/64GB ROM、6GB RAM/128GB ROM两个版本，售价分别为279欧元和329欧元。
有关于小米10T Lite的更多相关信息，请参见条目Redmi Note 9 。

## 设计
作为小米10的高阶衍生机型，小米10T采用了铝合金材质的中框，后盖则采用了弧面的康宁第五代大猩猩玻璃。为控制成本，该机放弃了小米10采用的曲面显示屏，改为采用LCD材质的直面液晶显示屏。小米10T两款机型均在其银色配色上采用了AG雾面磨砂工艺，从而产生类似于金属的光泽。此外，该机后置摄像头区域采取了诸如iQOO 5和vivo X50系列的处理方式，将主摄像头居左上角，下部布置对应的辅助传感器及闪光灯。整个相机模组被一块单独的黑色玻璃包裹，内部也有独立的金属框架。